# Софія Баварська (королева Богемії)
Софі́я Бава́рська (нім. Sophie von Bayern, чеськ. Žofie Bavorská; 1376 — 26 вересня 1425) — баварська герцогиня, королева-консорт Німеччини (1389 — 1400) і Богемії (1389 — 1419). Народилися в Прессбурзі. Представниця німецького дому Віттельсбахів. Донька баварського герцога Йоганна II і його дружини графині Катерини Горицької. Друга дружина короля Німеччини і Богемії Венцеслава IV (вінчана в Празі 2 травня 1389). Коронована 15 березня 1400 року. У шлюбі дітей не мала. Похована у Прессбурзькому соборі святого Мартина.

## Родина
Чоловік — Венцеслав IV (1361—1419), король Німеччини і Богемії.
Діти: не було